# Bázis (topológia)
A matematika topológia nevű ágában bázisnak nevezzük egy T topologikus tér nyílt halmazainak olyan B családját, amelyre a tér bármely nyílt halmaza előáll B-beli elemek uniójaként.

## Példák
- Tetszőleges topologikus térben bázist alkot az összes nyílt halmaz által alkotott osztály. (Ebből következően minden topologikus térnek van bázisa.) Minden bázis részhalmaza ennek a bázisnak.
- Tekintsük a valós számok halmazát a szokásos topológiával. Ennek a topologikus térnek báziát alkotják a nyílt intervallumok (ideértve az üres halmazt is), hiszen itt bármely nyílt halmaz előáll nyílt intervallumok uniójaként.
- A fenti példában bázist alkotnak a racionális végpontú nyílt intervallumok is.
- Tekintsük az egész számok halmazát a diszkrét topológiával. Ebben a topologikus térben bázist alkotnak a véges halmazok.

## Alapvető tulajdonságok
Amint a fenti példákból látszik, minden topologikus térnek van bázisa.
Egy topologikus térnek lehet több bázisa is: a valós számok által alkotott topologikus térnek például három különböző bázisára is látható példa fentebb.
Egy topologikus tér két bázisa nem feltétlenül egyforma számosságú: az egész számok halmazán vett diszkrét topologikus térnek például kontinuum számosságú bázisát alkotja az egészek összes részhalmazának családja, de megszámlálható bázist alkotnak az egyelemű halmazok (az üres halmazzal együtt).
Nem minden topologikus térnek van megszámlálható bázisa. A valós számokat diszkrét topológiával ellátva például olyan topologikus teret kapunk amelyben bármely bázisnak tartalmaznia kell az egyelemű halmazokat, és így ennek a térnek minden bázisa legalább kontinuum számosságú. Azokról a topologikus terekről, amelyeknek van megszámlálható bázisa, azt mondjuk, hogy kielégítik a második megszámlálhatósági axiómát. Az ilyen tereket röviden M2-térnek nevezzük.